# Scheepvaartcertificaten

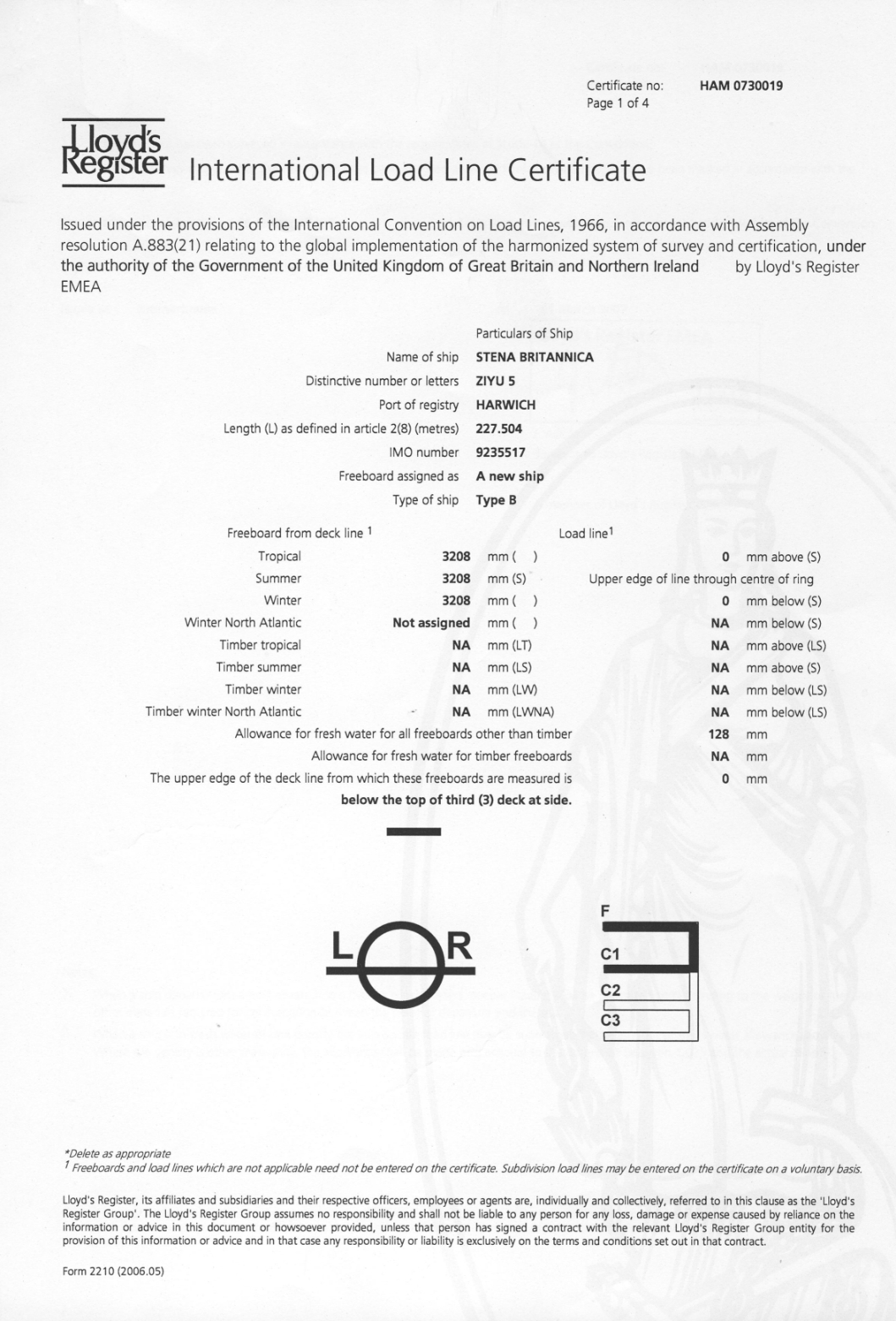
Eerste blad van het certificaat van uitwatering van de Stena Britannica

Scheepvaartcertificaten zijn conformiteitsverklaringen om aan te tonen dat een schip, uitrusting en bemanning na onderzoek voldoen aan de door de vlaggenstaat gestelde eisen op het gebied van veiligheid en milieu. De maritieme regelgeving van een vlaggenstaat is gebaseerd op de verdragen die onder de Internationale Maritieme Organisatie (IMO) overeen zijn gekomen, als de vlaggenstaat deze tenminste geratificeerd heeft. De meeste certificaten hebben een beperkte geldigheidsduur waarna hernieuwd onderzoek nodig is om opnieuw een certificaat af te kunnen geven.
Certificaten worden afgegeven door de vlaggenstaat op basis van onderzoek (survey) dat wordt uitgevoerd door de scheepvaartinspectie van het betreffende land. Deel van dat onderzoek kan zijn gebaseerd op de vaststelling van een classificatiebureau of het schip aan de klasseregels voldoet door afgifte van een klassecertificaat. Deze private certificaten onderscheiden zich dus van de publiekrechtelijke certificaten van de vlaggenstaat. Waar voorheen alleen goedkope-vlaglanden het volledige onderzoek uitbesteden aan een klassebureau, gebeurt dit tegenwoordig ook steeds meer door kwaliteitsvlaggen, waardoor dit onderscheid minder duidelijk wordt. Het klassebureau moet dan als erkende organisatie (recognized organization, RO) voldoen aan de Code voor erkende organisaties of RO-code.
De meeste certificaten komen voort uit verdragen en codes van de IMO, waarbij het Internationaal Verdrag voor de veiligheid van mensenlevens op zee (SOLAS) en het Internationaal Verdrag ter voorkoming van verontreiniging door schepen (MARPOL) de belangrijkste verdragen zijn. De eerste gaat over de veiligheid, terwijl de tweede het milieu betreft. Op hun beurt bevatten deze verdragen weer de nodige codes, resoluties en circulaires. Andere certificaten zijn gebaseerd op onder meer verdragen van de Internationale Arbeidsorganisatie (IAO of ILO) en de Wereldgezondheidsorganisatie (WHO) en op eisen van de classificatiebureaus, verzekeringsmaatschappijen en P&I-clubs. Hieronder worden niet de certificaten genoemd die door vlaggenstaten, scheepvaartinspecties, havenstaatcontroles en verschepers worden vereist buiten de IMO, ILO en WHO om, evenmin als de certificaten die aan boord zijn behorende bij individuele machines, apparatuur, gereedschappen en veiligheids- en reddingsmiddelen.

## Certificaten en documenten
| Alle schepen | | | |
| Certificaat van deugdelijkheid Zeebrief Meetbrief Klassecertificaat (romp, machine- en elektrische installaties) | Certificate of Seaworthiness: Certificate of Registry International Tonnage Certificate Certificate of Class | | UNCLOS artikel 91.2 Scheepsmetingsverdrag, artikel 7 SOLAS 1974, voorschrift II-1/3-1                  |
| Internationaal certificaat van uitwatering (of vrijstelling) | International Load Line Certificate (or exemption) Record of Conditions of Assignment International Convention on Load Lines, 1966 (RCAICLL)                                                                                               | | Uitwateringsverdrag (LL), artikel 16 LL deel 6                                                         |
| Certificaat van vrijstelling | Exemption Certificate | | SOLAS 1974, voorschrift I/12; 1988 SOLAS Protocol, voorschrift I/12                                    |
| Technisch dossier coatingsysteem | Coating Technical File | | SOLAS 1974, voorschrift II-1/3-2 & 3-11, Performance Standard for Protective Coating (PSPC)            |
| Noodsleepprocedures | Emergency Towing Procedure | | SOLAS 1974, voorschrift II-1/3-4                                                                       |
| Bouwtekeningen | Construction drawings | | SOLAS 1974, voorschrift II-1/3-7                                                                       |
| Scheepsbouwdossier (bulkcarriers en olietankschepen) | Ship Construction File | | SOLAS 1974, voorschrift II-1/3-10                                                                      |
| Onderzoekrapport inzake geluidniveaus | Noise Survey Report | NOISE-code, sectie 4.3                                                                                           | SOLAS 1974, voorschrift II-1/3-12                                                                      |
| Stabiliteitsgegevens (stabiliteitsboek) Boekje stabiliteit in onbeschadigde toestand Plattegronden en boekjes voor gebruik bij beschadiging | Stability information (Stability Booklet) Intact Stability Booklet Damage control plans and booklets | | SOLAS 1974, voorschrift II-1/5 & 5-1; 1988 LL protocol, voorschrift 10 SOLAS 1974, voorschrift II-1/19 |
| Manoeuvreerboekje | Manoeuvring booklet | | SOLAS 1974, voorschrift II-1/28                                                                        |
| Evaluatie van het vervangend ontwerp en vervangende voorzieningen | Evaluation of the alternative design and arrangements | | SOLAS 1974, voorschrift II-1/55.4.2, II-2/17.4.2 & III/38.4.2                                          |
| Onderhoudsplan | Maintenance plans | | SOLAS 1974, voorschrift II-2/14.2.2 & 14.4                                                             |
| Registratie instructies en oefeningen | Onboard training and drills record | | SOLAS 1974, voorschrift II-2/15.2.2.5                                                                  |
| Opleidingshandboek brandbeveiliging | Fire safety training manual | | SOLAS 1974, voorschrift II-2/15.2.3                                                                    |
| Brandbeveiligingsplan | Fire control plan | | SOLAS 1974, voorschrift II-2/15.2.4 & II-2/15.3.2                                                      |
| Brandbeveiligingsboekje | Fire safety operational booklet | | SOLAS 1974, voorschrift II-2/16.2                                                                      |
| Instructieboek voor helikopterfaciliteit | Operations manual for helicopter facility | | SOLAS 1974, voorschrift II-2/18.8.1                                                                    |
| Verklaring van aanvaarding van een vervangende voorziening voor het tewaterlaten en het terugplaatsen van een bestaande reddingsboot | Statement of acceptance of the installation of replacement release and retrieval system to an existing lifeboat | LSA-code, paragraaf 4.4.7.6                                                                                      | SOLAS 1974, voorschrift III/1.5                                                                        |
| Verlaatrol en aanwijzingen voor noodgevallen | Muster list and emergency instructions | | SOLAS 1974, voorschrift III/8                                                                          |
| Specifiek op het schip toegesneden plannen en procedures voor het redden van personen uit het water | Ship-specific Plans and Procedures for Recovery of Persons from the Water | | SOLAS 1974, voorschrift III/17-1                                                                       |
| Handboek voor opleiding | Training manual | | SOLAS 1974, voorschrift II-3/35                                                                        |
| | Record of Approved GMDSS Radio Installation | | SOLAS 1974, voorschrift IV/6-18                                                                        |
| | Declaration of Shore Based Maintenance | | SOLAS 1974, voorschrift IV/15                                                                          |
| Radiodagboek | Radio record | | SOLAS 1974, voorschrift IV/17                                                                          |
| Verklaring inzake de minimumbemanning | Minimum safe manning document | | SOLAS 1974, voorschrift V/14.2                                                                         |
| Conformiteitscertificaat reisgegevensrecordersysteem | Certificate of compliance VDR | | SOLAS 1974, voorschrift V/18.8                                                                         |
| Beproevingsrapport AIS | AIS conformance test report | | SOLAS 1974, voorschrift V/18.9                                                                         |
| Zeevaartkundige kaarten en zeevaartkundige publicaties | Nautical charts and nautical publications | | SOLAS 1974, voorschrift V/19.2.1.4 & V/27                                                              |
| Beproevingsrapport LRIT | LRIT conformance test report | | SOLAS 1974, voorschrift V/19-1                                                                         |
| Internationaal Seinboek & Handboek voor de Internationale Luchtvaart en Maritieme Opsporing en Redding III | International Code of Signals & IAMSAR Manual III | | SOLAS 1974, voorschrift V/21                                                                           |
| Journaal voor loodsladders die worden gebruikt voor het overnemen van loodsen | Records for pilot ladders used for pilot transfer | | SOLAS 1974, voorschrift V/23.2.4                                                                       |
| Journaals van navigatie-activiteiten | Records of navigational activities | | SOLAS 1974, voorschrift V/26 & 28.1                                                                    |
| Handleiding voor het vastzetten van lading | Cargo Securing Manual | | SOLAS 1974, voorschrift VI/5.6, VII/5                                                                  |
| Veiligheidsinformatiebladen | Material Safety Data Sheets | | SOLAS 1974, voorschrift VI/5-1                                                                         |
| Veiligheidsmanagementcertificaat | Safety Management Certificate | ISM-code, paragraaf 13                                                                                           | SOLAS 1974, voorschrift IX/4                                                                           |
| Conformiteitsdocument | Document of Compliance | ISM-code, paragraaf 13                                                                                           | SOLAS 1974, voorschrift IX/4                                                                           |
| Continu Overzichtsrapport (CSR) | Continuous Synopsis Record | | SOLAS 1974, voorschrift XI-1/5                                                                         |
| Scheepsbeveiligingsplan en beveiligingsdocumentatie | Ship Security Plan and associated records | ISPS-code, deel A, sectie 9 & 10                                                                                 | SOLAS 1974, voorschrift XI-2/9                                                                         |
| Internationaal scheepsbeveiligingscertificaat (ISSC) | International Ship Security Certificate | ISPS-code, deel A, sectie 19                                                                                     | SOLAS 1974, voorschrift XI-2/9.1.1                                                                     |
| Internationaal certificaat ter voorkoming van verontreiniging door olie (IOPP) Constructie- en uitrustingsrapport voor schepen niet zijnde olietankschepen (Formulier A) Constructie- en uitrustingsrapport voor olietankschepen (Formulier B)                                                           | International Oil Pollution Prevention Certificate Record of Construction and Equipment for Ships other than Oil Tankers (Form A) Record of Construction and Equipment for Oil Tankers (Form B)                                            | | MARPOL Bijlage I, voorschrift 7                                                                        |
| Oliejournaal | Oil Record Book | | MARPOL Bijlage I, voorschrift 17 & 36                                                                  |
| Scheepsnoodplan voor olieverontreiniging | Shipboard Oil Pollution Emergency Plan | | MARPOL Bijlage I, voorschrift 37                                                                       |
| Internationaal Certificaat van Voorkoming van Verontreiniging door Sanitair Afval (ISPP) | International Sewage Pollution Prevention Certificate | | MARPOL Bijlage IV, voorschrift 5                                                                       |
| Document van goedkeuring voor het tempo van de lozing van sanitair afval | Document of approval for the rate of sewage discharge | | MARPOL Bijlage IV, voorschrift 11.1.1                                                                  |
| Vuilnisbeheerplan | Garbage Management Plan | | MARPOL Bijlage V, voorschrift 10                                                                       |
| Vuilnisjournaal | Garbage Record Book | | MARPOL Bijlage V, voorschrift 10                                                                       |
| Internationaal certificaat betreffende voorkoming van luchtverontreiniging (IAPP) Constructie- en uitrustingsrapport | International Air Pollution Prevention Certificate Record of Construction and Equipment | | MARPOL Bijlage VI, voorschrift 6                                                                       |
| Internationaal certificaat betreffende energie-efficiëntie (IEE) | International Energy Efficiency Certificate | | MARPOL Bijlage VI, voorschrift 6                                                                       |
| Journaal van ozonafbrekende stoffen | Ozone-depleting Substances Record Book | | MARPOL Bijlage VI, voorschrift 12.6                                                                    |
| Logboek van aan/uit-status van scheepsdieselmotoren | Record Book of on/off status of marine diesel engines | | MARPOL Bijlage VI, voorschrift 13.5.3                                                                  |
| Procedure en logboek voor de overschakeling van brandstofolie | Fuel Oil Changeover Procedure and Logbook (record of fuel changeover) | | MARPOL Bijlage VI, voorschrift 14.6                                                                    |
| Bedieningshandleiding van de producent van verbrandingsinstallaties | Manufacturer's Operating Manual for Incinerators | | MARPOL Bijlage VI, voorschrift 16.7                                                                    |
| Bunkerafleveringsbon en representatief monster | Bunker Delivery Note and Representative Sample | | MARPOL Bijlage VI, voorschrift 18.6 & 18.8.1                                                           |
| Technisch dossier ontwerpindex voor energie-efficiëntie (EEDI) | EEDI Technical File | | MARPOL Bijlage VI, voorschrift 20                                                                      |
| Energie-efficiëntiemanagementplan van het schip (SEEMP) | Ship Energy Efficiency Management Plan | | MARPOL Bijlage VI, voorschrift 22                                                                      |
| SEEMP deel II | SEEMP Part II | MEPC.282(70) | |
| Internationaal motorcertificaat betreffende voorkoming van luchtverontreiniging (EIAPP) | Engine International Air Pollution Prevention Certificate | NOx Technische Code, paragraaf 2.2.10                                                                            | |
| Technisch dossier | Technical File | NOx Technische Code, paragraaf 2.3.4                                                                             | |
| Logboek voor de motorparameters | Record Book of Engine Parameters | NOx Technische Code, paragraaf 2.3.7                                                                             | |
| Bemanningscertificaten | Certificates for masters, officers or ratings | STCW-code, sectie A-I/2                                                                                          | STCW 1978, artikel VI, voorschrift I/2                                                                 |
| Overzichten van de dagelijkse arbeidstijden of de dagelijkse rusttijden | Records of hours of rest | STCW-code, sectie A-VIII/1                                                                                       | MLC 2006 voorschrift 2.3                                                                               |
| Internationaal Certificaat betreffende het Aangroeiwerend Verfsysteem (IAFS) | International Anti-fouling System Certificate | | AFS, voorschrift 2(1) van bijlage 4                                                                    |
| Verklaring inzake het Aangroeiwerend Verfsysteem | Declaration on Anti-fouling System | | AFS, voorschrift 5(1) van bijlage 4                                                                    |
| Internationaal ballastwaterbeheercertificaat | International Ballast Water Management Certificate | | BWM, voorschrift E-2                                                                                   |
| Ballastwaterbeheersplan | Ballast Water Management Plan | | BWM, voorschrift B-1                                                                                   |
| Ballastwaterjournaal | Ballast Water Record Book | | BWM, voorschrift B-2                                                                                   |
| Certificaat van verzekering of andere financiële zekerheid ter zake van wettelijke aansprakelijkheid voor schade veroorzaakt door verontreiniging door bunkerolie | Certificate of insurance or other financial security in respect of civil liability for bunker oil pollution damage | | Bunkers, artikel 7                                                                                     |
| Certificaat van verzekering of andere financiële zekerheid ter zake van aansprakelijkheid voor het opruimen van wrakken | Certificate of insurance or other financial security in respect of liability for the removal of wrecks | | WRC, artikel 12                                                                                        |
| Passagiersschepen | | | |
| Veiligheidscertificaat voor passagiersschepen Uitrustingsrapport voor het veiligheidscertificaat voor passagiersschepen (Formulier P) | Passenger Ship Safety Certificate Record of Equipment for the Passenger Ship Safety Certificate (Form P) | | SOLAS 1974, voorschrift I/12; SOLAS Protocol, voorschrift I/12                                         |
| Beslissingsondersteunend systeem voor gezagvoerders | Decision support system for masters | | SOLAS 1974, voorschrift III/29                                                                         |
| Plan inzake samenwerking bij opsporing en redding | Search and rescue cooperation plan | | SOLAS 1974, voorschrift V/7.3                                                                          |
| Lijst van operationele beperkingen | List of operational limitations | | SOLAS 1974, voorschrift V/30                                                                           |
| Veiligheidscertificaat voor passagiersschepen op bijzondere reizen | Special trade passenger ships | | STP, regel 5                                                                                           |
| Certificaat passagiersruimten op passagiersschepen op bijzondere reizen | Special Trade Passenger Ships Space Certificate | | SSTP 73, regel 5                                                                                       |
| Certificaat van verzekering of andere financiële zekerheid ter zake de aansprakelijkheid bij overlijden en persoonlijk letsel van een passagier | Certificate of insurance or other financial security in respect of liability for the death of and personal injury to passengers | | PAL 1974, artikel 4bis                                                                                 |
| Vrachtschepen | | | |
| Veiligheidscertificaat voor vrachtschepen Uitrustingsrapport voor het veiligheidscertificaat voor vrachtschepen (Formulier C) of: Veiligheidsconstructiecertificaat voor vrachtschepen (SAFCON) Uitrustingscertificaat voor vrachtschepen (CSSE) Uitrustingscertificaat voor vrachtschepen (Formulier E) | Cargo Ship Safety Certificate Record of Equipment for the Cargo Ship Safety Certificate (Form C) or: Cargo Ship Safety Construction Certificate Cargo Ship Safety Equipment Certificate Record of Equipment for Cargo Ship Safety (Form E) | | SOLAS 1974, voorschrift I/12                                                                           |
| Radioveiligheidscertificaat (CSSR) Uitrustingsrapport voor het radioveiligheidscertificaat voor vrachtschepen (Formulier R) | Cargo Ship Safety Radio Certificate (CSSR) Record of Equipment for Cargo Ship Safety Radio Certificate (Form R) | | SOLAS 1974, voorschrift I/12 GMDSS amdts.                                                              |
| Handboek toegang scheepsconstructie | Ship Structure Access Manual | | SOLAS 1974, voorschrift II-1/3-6                                                                       |
| Ladinggegevens | Cargo information | | SOLAS 1974, voorschrift VI/2 & XII/10                                                                  |
| Bulkcarrierboekje | Bulk Carrier Booklet | BLU | SOLAS 1974, voorschrift VI/7 & XII/8                                                                   |
| Vergunning voor het vervoer van graan en handboek voor het laden van graan | Document of authorization for the carriage of grain and grain loading manual | Graancode, deel 3                                                                                                | SOLAS 1974, voorschrift VI/9                                                                           |
| Uitgebreid inspectierapport | Enhanced survey report file | ESP-code | SOLAS 1974, voorschrift XI-1/2                                                                         |
| Handboek aangewezen schone-ballasttanks | Dedicated Clean Ballast Tank Operation Manual | | MARPOL Bijlage I, voorschrift 18.8                                                                     |
| Keuringsregeling scheepvaart (CAS), Verklaring van naleving, definitief CAS-rapport en Toetsingsverslag | Condition Assessment Scheme (CAS) Statement of Compliance, CAS Final Report and Review Record | | MARPOL Bijlage I, voorschrift 20 & 21                                                                  |
| Informatie over waterdichte indeling en stabiliteit | Subdivision and stability information | | MARPOL Bijlage I, voorschrift 28                                                                       |
| Verslag van het bewakings- en regelsysteem voor olielozingen van de laatste reis in ballast | Record of oil discharge monitoring and control system for the last ballast voyage | | MARPOL Bijlage I, voorschrift 31                                                                       |
| Handboek bewakings- en regelsysteem voor olielozingen (ODMC) | Oil Discharge Monitoring and Control (ODMC) Operational Manual | | MARPOL Bijlage I, voorschrift 31                                                                       |
| Handboek voor het wassen met ruwe olie (COW-handboek) | Crude Oil Washing Operation and Equipment Manual (COW Manual) | | MARPOL Bijlage I, voorschrift 35                                                                       |
| Plan voor STS-operaties en Verslagen van STS-operaties | STS Operation Plan and Records of STS Operations | | MARPOL Bijlage I, voorschrift 41                                                                       |
| VOS-managementplan | VOC Management Plan | | MARPOL Bijlage VI, voorschrift 15.6                                                                    |
| Certificaat inzake verzekering of andere financiële zekerheid ter zake van aansprakelijkheid bij schade door verontreiniging door olie | Certificate of insurance or other financial security in respect of civil liability for oil pollution damage | | CLC artikel VII                                                                                        |
| Vervoer schadelijke vloeistoffen in bulk | | | |
| Document ter goedkeuring van het stabiliteitsinstrument | Document of approval for the stability instrument | IBC-code paragraaf 2.2.6, IGC-code paragraaf 2.2.6, BCH-code paragraaf 2.2.1.2, GC-code paragraaf 2.2.4, IS-code | MARPOL Bijlage I, voorschrift 28.6                                                                     |
| Internationaal certificaat betreffende voorkoming van verontreiniging voor het vervoer van schadelijke vloeistoffen in bulk (NLS-certificaat) | International Pollution Prevention Certificate for the Carriage of Noxious Liquid Substances in Bulk (NLS Certificate) | | MARPOL Bijlage II, voorschrift 9                                                                       |
| Ladingjournaal | Cargo Record Book | | MARPOL Bijlage II, voorschrift 15.1                                                                    |
| Handboek voor procedures en voorzieningen (P&A-handboek) | Procedures and Arrangements Manual (P & A Manual) | | MARPOL Bijlage II, voorschrift 14                                                                      |
| Rampenplan aan boord van schepen voor verontreiniging van de zee door schadelijke vloeistoffen | Shipboard Marine Pollution Emergency Plan for Noxious Liquid Substances | | MARPOL Bijlage II, voorschrift 17                                                                      |
| Chemicaliëntankers | | | |
| Certificaat van geschiktheid voor het vervoer van gevaarlijke chemicaliën in bulk of: | Certificate of Fitness for the Carriage of Dangerous Chemicals in Bulk | BCH-code, sectie 1.6                                                                                             | |
| Internationaal certificaat van geschiktheid voor het vervoer van gevaarlijke chemicaliën in bulk | International Certificate of Fitness for the Carriage of Dangerous Chemicals in Bulk | IBC-code, sectie 1.5                                                                                             | |
| Gastankers | | | |
| Certificaat van geschiktheid voor het vervoer van vloeibaar gemaakte gassen in bulk of: | Certificate of Fitness for the Carriage of Liquefied Gases in Bulk | GC-code, sectie 1.6                                                                                              | |
| Internationaal certificaat van geschiktheid voor het vervoer van vloeibaar gemaakte gassen in bulk | International Certificate of Fitness for the Carriage of Liquefied Gases in Bulk | IGC-code, sectie 1.4                                                                                             | |
| Hogesnelheidsschepen | | | |
| Veiligheidscertificaat voor hogesnelheidsschepen | High-Speed Craft Safety Certificate | HSC-code paragraaf 1.8                                                                                           | SOLAS 1974, voorschrift X/3                                                                            |
| Vergunning voor de exploitatie voor hogesnelheidsvaartuigen | Permit to Operate High-Speed Craft | HSC-code, paragraaf 1.9                                                                                          | |
| Vervoer gevaarlijke stoffen | | | |
| Document van overeenstemming met de bijzondere eisen die gelden voor schepen die gevaarlijke stoffen vervoeren | Document of compliance with the special requirements for ships carrying dangerous goods | | SOLAS 1974, voorschrift II-2/19.4                                                                      |
| Transportinformatie | Transport information | | SOLAS 1974, voorschrift VI/4.1                                                                         |
| Manifest van gevaarlijke stoffen of stuwplan | Dangerous goods manifest or stowage plan | | SOLAS 1974, voorschrift VII/4.2 & 7-2.2; MARPOL Bijlage III, voorschrift 4                             |
| Vervoer splijtstof | | | |
| Internationaal Certificaat van geschiktheid voor het vervoer van INF-lading | International Certificate of Fitness for the Carriage of INF Cargo | INF-code paragraaf 1.3                                                                                           | SOLAS 1974, voorschrift VII/16                                                                         |
| Reactorschepen | | | |
| Handleiding voor het bedrijf | Operating Manual for nuclear power plant | | SOLAS 1974, voorschrift VIII/8                                                                         |
| Veiligheidscertificaat voor Reactorschepen | Nuclear Ship Safety Certificate | Reactor-code hoofdstuk 7.2                                                                                       | |
| Veiligheidscertificaat voor Reactor-Vrachtschepen of Veiligheidscertificaat voor Reactor-Passagiersschepen | Nuclear Cargo Ship Safety Certificate or Nuclear Passenger Ship Safety Certificate | | SOLAS 1974, voorschrift VIII/10                                                                        |
| Poolschepen | | | |
| Certificaat voor poolschepen | Polar Ship Certificate | Polar-code deel I-A, sectie 1.3                                                                                  | |
| Operationeel handboek polaire wateren | Polar Water Operational Manual (PWOM) | Polar-code deel I-A, sectie 2.3                                                                                  | |
| Schepen voor bijzondere doeleinden | | | |
| Veiligheidscertificaat voor schepen voor bijzondere doeleinden Uitrustingsrapport voor het veiligheidscertificaat voor schepen voor bijzondere doeleinden | Special Purpose Ship Safety Certificate Record of Equipment for the Special Purpose Ship Safety Certificate (Form SPS) | SPS-code | SOLAS 1974, voorschrift I/12; SOLAS Protocol 1988, voorschrift I/12                                    |
| Offshore-ondersteuningsschepen | | | |
| Document van overeenstemming offshore bevoorradingsschepen | Offshore Supply Vessel Document of Compliance | Resolutie MSC.235(82)                                                                                            | |
| Certificaat van geschiktheid voor offshore support-schepen | Certificate of Fitness for Offshore Support Vessels | | Resolutie A.673(16); MARPOL Bijlage II, voorschrift 11.2                                               |
| Duiksystemen | | | |
| Veiligheidscertificaat voor duiksystemen | Diving System Safety Certificate | Duiksystemen | Resolutie A.831(19)                                                                                    |
| Onderwaterpassagiersvaartuig | | | |
| | Safety Compliance Certificate for Passenger Submersible Craft | MSC/Circ.981, MSC/Circ.1125                                                                                      | |
| Dynamisch ondersteunde vaartuigen | | | |
| Certificaat constructie en uitrusting van dynamisch ondersteunde vaartuigen | Dynamically Supported Craft Construction and Equipment Certificate | DSC-code | Resolutie A.373(X), deel 1.6                                                                           |
| Mobiele buitengaatse booreenheden | | | |
| Veiligheidscertificaat voor mobiele offshore booreenheden | Mobile Offshore Drilling Unit Safety Certificate | MODU-code | |
| Grondeffectvoertuigen | | | |
| Veiligheidscertificaat voor WIG-vaartuigen | Wing–in–ground Craft Safety Certificate | | MSC/Circ.1054, MSC/Circ.1126, deel 9                                                                   |
| Vergunning voor de exploitatie van WIG-vaartuigen | Permit to Operate WIG Craft | | MSC/Circ.1054, MSC/Circ.1126, deel 10                                                                  |
| Laad- en losgerei | | | |
| Register voor laad- en losgerei aan boord van zeeschepen | Register of Ship's Lifting Appliances and Cargo Handling Gear | | ILO 152, artikel 25.2                                                                                  |
| Certificaat van beproeving en onderzoek van de hijs- en hefinrichtingen | Certificate of Test and Thorough Examination of Lifting Appliances (L.A.2) | | ILO 152, artikel 25.3                                                                                  |
| Certificaat van beproeving en onderzoek van de hijs- en hefgereedschappen | Certificate of Test and Thorough Examination of Loose Gear (L.A.3) | | ILO 152, artikel 25.3                                                                                  |
| Certificaat van beproeving en onderzoek van de staalkabels | Certificate of Test and Thorough Examination of Wire Rope (L.A.4) | | ILO 152, artikel 25.3                                                                                  |
| Certificaat van beproeving en onderzoek van het touwwerk | Certificate of Test and Thorough Examination of Fibre Rope (L.A.5) | | ILO 152, artikel 25.3                                                                                  |
| Maritieme verzekering | | | |
| Casco- & machinerieënverzekering | Hull & machinery insurance | | |
| P&I-verzekering | Protection and indemnity insurance | | |
| Oorlogsrisicoverzekering | War risks insurance | | |
| Bemanning | | | |
| Certificaat van verzekering of andere financiële zekerheid ter zake van de kosten en aansprakelijkheid van repatriëring van zeevarenden zoals vereist in voorschrift 2.5.2 | Certificate of Insurance or other Financial Security in Respect of Seafarer Repatriation Costs and Liabilities as Required under Regulation 2.5.2, Standard A2.5.2 of the Maritime Labour Convention (MLC) 2006, as amended                | | MLC 2006, voorschrift 2.5.2                                                                            |
| Certificaat van verzekering of andere financiële zekerheid ter zake van de aansprakelijkheid van de reder zoals vereist in voorschrift 4.2 | Certificate of Insurance or other Financial Security in Respect of Shipowners' Liability as Required under Regulation 4.2 Standard A4.2.1 Paragraph 1 (b) of the Maritime Labour Convention (MLC) 2006, as amended                         | | MLC 2006, voorschrift 4.2                                                                              |
| Certificaat maritieme arbeid | Maritime Labour Certificate | | MLC 2006, voorschrift 5.1.3                                                                            |
| Verklaring naleving maritieme arbeid, deel I en II | Declaration of Maritime Labour Compliance, Part I and II | | MLC 2006, voorschrift 5.1.3                                                                            |
| Klachtenprocedures aan boord | On-board complaint procedures | | MLC 2006, voorschrift 5.1.5                                                                            |
| Accommodatie | | | |
| | Statement of Compliance for Accommodation and Recreational Facilities, Regulation 3.1 Record of Approved Crew Accommodation Details (RACAD)                                                                                                | | MLC 2006, voorschrift 3.1 MLC 2006, voorschrift 3.2 (voorheen ILO 092)                                 |
| Scheepssloop | | | |
| Inventariscertificaat gevaarlijke materialen (groen paspoort) | International Certificate on Inventory of Hazardous Materials (Green Passport) | | HKC, voorschrift 11                                                                                    |
| Volksgezondheid | | | |
| Controlecertificaat voor scheepshygiëne | Ship Sanitation Control Certificate (SSC) Ship Sanitation Control Exemption Certificate (SSCE) | | IHR, deel VI artikel 39                                                                                |
| DP-systeem | | | |
| | Flag State Verification and Acceptance Document (FSVAD) | MSC/Circ.645 | |
| | Dynamic Positioning Verification Acceptance Document (DPVAD) | MSC.1/Circ.1580                                                                                                  | |
| Beladingsinstrument | | | |
| | Certificate of Approval | | IACS 48 2.2                                                                                            |
| | Program Installation Test Certificate | | IACS 48 2.3                                                                                            |
| Vaargebied | | | |
| Suezkanaalcertificaat | Suez Canal Tonnage Certificate | | SCA |
| Panamakanaalcertificaat | Panama Canal Tonnage Certificate | | ACP |

## Onderzoek
De beoordeling of een certificaat verleend kan worden, vindt plaats aan de hand van een onderzoek. Omdat er zoveel certificaten van de diverse verdragen en codes zijn, waren de onderzoeken dusdanig verspreid dat dit een aanslag werd op de inzetbaarheid van de schepen en inspecteurs. Hiertoe is de IMO gekomen met het geharmoniseerd systeem van onderzoek en certificering (Harmonised System of Survey and Certification, HSSC), dat op 3 februari 2000 in werking trad. Dit systeem harmoniseert het onderzoek en de certificering van SOLAS, het uitwateringsverdrag, MARPOL, IBC-code, BCH-code en IGC-code.
Voordat een schip in de vaart komt, vindt een eerste onderzoek plaats. Afhankelijk van het certificaat vindt daarna een jaarlijks, tussentijds of periodiek onderzoek plaats.